# 長岡市立互尊文庫
長岡市立互尊文庫（ながおかしりつごそんぶんこ）は長岡市立図書館の分館。長岡市初の公共図書館であり、1987年（昭和62年）の中央図書館完成後は地域館（分館）となった。
坂之上町の建物内にあったが2023年（令和5年）2月28日でいったん閉館し、同年7月に複合施設「米百俵プレイス ミライエ長岡」内に移転した。

## 歴史
1915年（大正4年）10月に長岡市の野本恭八郎（野本互尊）が大正天皇即位を記念して「大正記念互尊文庫」を創設して、その図書館の建設費と維持費を寄付することを長岡市に願い出た。
長岡では市制施行前の1904年（明治37年）に日露戦争戦勝記念として「戦勝記念長岡図書館」が設立されていた。その後、友共社が運営していた図書館（1894年発足）を合わせ、1909年（明治42年）に長岡市教育会が「戦勝記念長岡図書館」の運営を引き継いで「長岡図書館」（私立）に改称していた。
野本恭八郎の図書館創設を長岡市会が承認すると、長岡市教育会は「長岡図書館」のすべての図書を寄贈し、このほか多くの寄贈図書を受け入れて1918年（大正7年）4月に「大正記念長岡市立互尊文庫」が開設された。開館時の蔵書数は30,708冊であった。
1936年（昭和11年）の全国主要市立図書館の統計では、閲覧者率が全国1位、蔵書冊数が全国2位だった。しかし、1945年（昭和20年）8月に一部書庫を残して全館を焼失したが（長岡空襲）、内藤伝吉の寄付などにより再建された。

### 旧互尊文庫

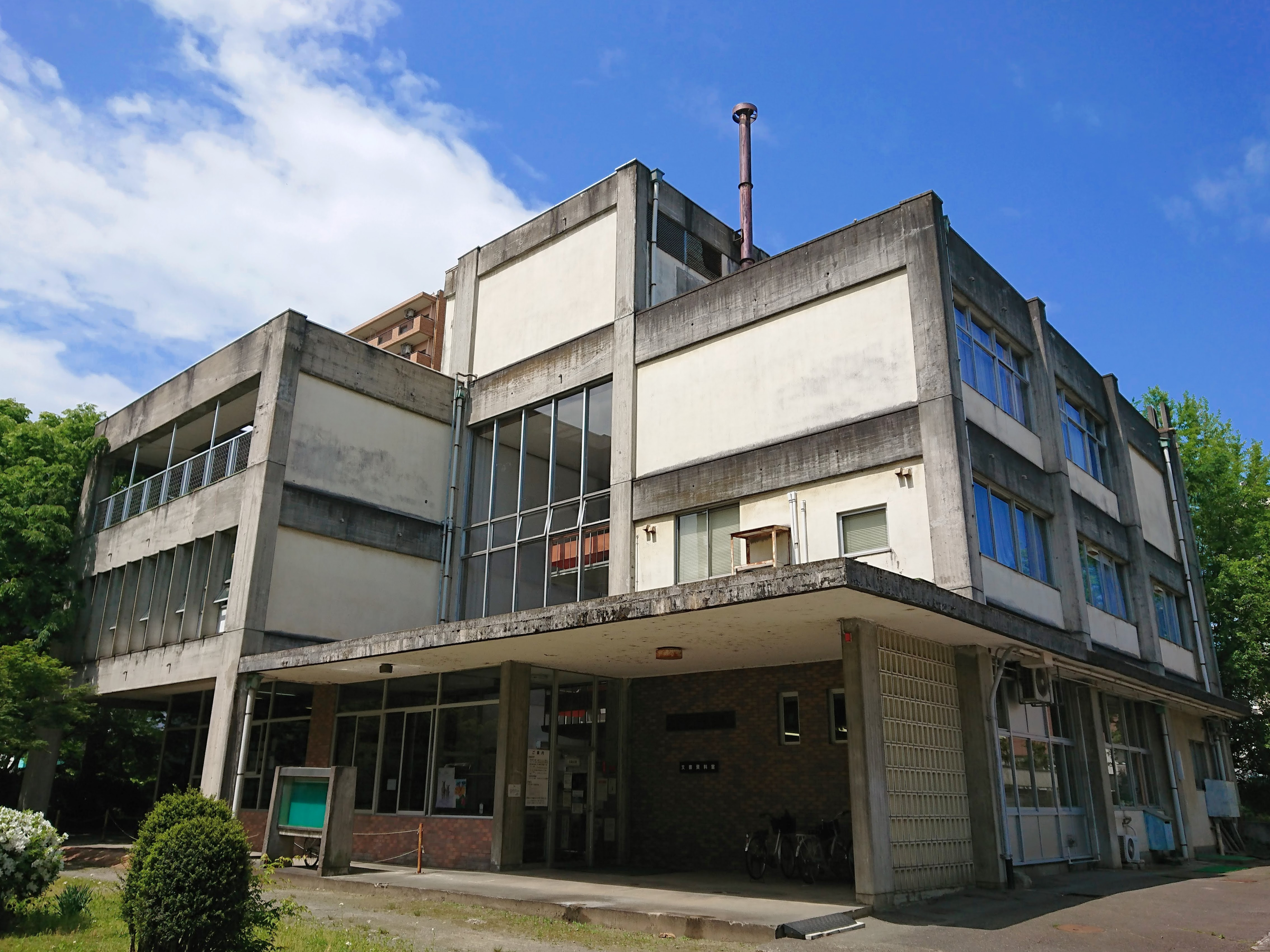
移転前の互尊文庫（2021年5月）

坂之上町の建物は1967年（昭和42年）に建てられ、1987年（昭和62年）の中央図書館完成後は地域館（分館）となった。この1967年竣工の長岡市坂之上町の建物は、2020年（令和2年）にDOCOMOMO JAPAN選定 日本におけるモダン・ムーブメントの建築に認定された。
2023年（令和5年）2月28日でいったん閉館し、同年7月に複合施設「米百俵プレイス ミライエ長岡」内に移転することが決まった。蔵書の一部は長岡市内の小中学校に引き継がれ、坂之上町の建物は長岡戦災資料館として使われることになった。

### 移転
互尊文庫は2023年7月22日にオープンした「米百俵プレイス ミライエ長岡」西館3階及び5階に移転し、2024年（令和6年）2月1日に図書の貸し出しを再開した。
また、移転前の互尊文庫内に設置されていた文書資料室については、2023年7月に長岡市長倉西町の旧サンライフ長岡内に「歴史文書館」として移転オープンした。